# Jadrolinija
Jadrolinija je hrvaško ladjarsko podjetje, ki je bilo ustanovljeno leta 1947. Sedež podjetja je v palači Jadran na Reki. Podjetje se ukvarja z ladijskim in trajektnim prevozom ljudi in vozil s celine na otoke, med otoki in preko Jadranskega morja do Italije.
Delovanje družbe je pod velikimi turistično-sezonskimi pritiski, saj so linije najbolj obremenjene junija, julija in avgusta (v zimskih mesecih je na nekaterih linijah skoraj polovico manj odhodov).
V zadnjih letih Jadrolinija svojo floto plovil pospešeno prenavlja. Leta 2008 je floto sestavljalo 52 različnih plovil (večji in manjši trajekti, ladje, katamarani in hidrobus) s skupno kapaciteto 27190 potnikov in 3862 vozil. Tedaj so na svojih linijah prepeljali več kot 9.800.000 potnikov in 2.500.000 vozil.

## Plovila

### Seznam trajektov na mednarodnih linijah
| ime trajekta | leto izdelave | št.potnikov/avtomobilov |
| ------------ | ------------- | ----------------------- |
| Dubrovnik    | 1978          | 1300/300                |
| Zadar        | 1993          | 1025/280                |
| Marko Polo   | 1973          | 1000/270                |

### Seznam trajektov na lokalnih linijah
| ime trajekta     | leto izdelave | št.potnikov/avtomobilov |
| ---------------- | ------------- | ----------------------- |
| Ugljan           | 2009          | 650/114                 |
| Faros            | 2009          | 650/170                 |
| Lošinj           | 2010          | 600/140                 |
| Kornati          | 2014          | 616/145                 |
| Mljet            | 2014          | 616/145                 |
| Krk              | 2014          | 616/145                 |
| Brač             | 2014          | 616/145                 |
| Jadran           | 2010          | 1200/138                |
| Biokovo          | 2009          | 1200/138                |
| Bol              | 2005          | 600/197                 |
| Korčula          | 2007          | 700/170                 |
| Ilovik           | 2006          | 500/170                 |
| Juraj Dalmatinac | 2007          | 1200/138                |
| Hrvat            | 2007          | 1200/130                |
| Marjan           | 2005          | 1200/130                |
| Cres             | 2005          | 600/100                 |
| Sveti Krševan    | 2005          | 600/100                 |
| Petar Hektorović | 1989          | 1080/120                |
| Tin Ujević       | 2002          | 1000/200                |
| Lubenice         | 1983          | 350/70                  |
| Brestova         | 1985          | 338/70                  |
| Prizna           | 1970          | 300/60                  |
| Sveti Juraj      | 1980          | 300/45                  |
| Šoltanka         | 1971          | 200/30                  |
| Vladimir Nazor   | 1985          | 450/70                  |
| Sis              | 1974          | 700/70                  |
| Laslovo          | 1997          | 150/36                  |
| Kijevo           | 1997          | 150/36                  |
| Ston             | 1997          | 150/36                  |
| Valun            | 1983          | 730/80                  |
| Bartol Kašić     | 1989          | 500/54                  |
| Hanibal Lucić    | 1993          | 360/35                  |
| M/t Lastovo      | 1969          | 500/60                  |
| Lošinjanka       | 1969          | 200/30                  |
| Mate Balota      | 1988          | 440/50                  |
| Pelješčanka      | 1971          | 209/30                  |
| Otok Pašman      | 2003          | 250/35                  |
| Supetar          | 2004          | 600/100                 |

### Seznam katamaranov na hitrih linijah
| ime katamarana | leto izdelave | št.potnikov |
| -------------- | ------------- | ----------- |
| Olea           | 1981          | 218         |
| Silba          | 1990          | 310         |
| Adriana        | 1992          | 356         |
| Dubravka       | 1991          | 306         |
| Judita         | 1990          | 306         |
| Karolina       | 1989          | 322         |
| Novalja        | 1991          | 324         |
| Dora           | 1989          | 350         |
| Vida           | 2011          | 304         |
| Jelena         | 2018          | 403         |

### Seznam ladij na lokalnih linijah
| ime ladje | leto izdelave | št.potnikov |
| --------- | ------------- | ----------- |
| Tijat     | 1955          | 300         |
| Postira   | 1963          | 450         |
| Premuda   | 1957          | 450         |
| Lara      | 1988          | 250         |

## Linije

### Lokalne trajektne linije
Trajekti na lokalnih linijah vsakodnevno povezujejo celino z otoki ter posamezne otoke tudi med seboj.
| okrožje   | otok                                     | št. linije | relacija                                                           |
| --------- | ---------------------------------------- | ---------- | ------------------------------------------------------------------ |
| Reka      | Cres → Lošinj                            | 332        | Valbiska - Merag                                                   |
| Reka      | Cres → Lošinj                            | 334        | Brestova - Porozina                                                |
| Reka      | Pag                                      | 335        | Prizna - Žigljen                                                   |
| Reka      | Rab                                      | 338        | Valbiska - Lopar                                                   |
| Zadar     | Ist, Olib, Silba, Premuda, Lošinj → Cres | 401        | Zadar (Gaženica) - Kosirača - Olib - Silba - Krijal - Mali Lošinj  |
| Zadar     | Ošljak, Ugljan → Pašman                  | 431        | Zadar (Gaženica) - Ošljak - Preko                                  |
| Zadar     | Pašman → Ugljan                          | 432        | Biograd n/m - Tkon                                                 |
| Zadar     | Rivanj, Sestrunj, Zverinac, Molat, Ist   | 433        | Zadar (Gaženica) - Rivanj - Sestrunj - Zverinac - Molat - Kosirača |
| Zadar     | Dugi otok                                | 434        | Zadar (Gaženica) - Brbinj                                          |
| Zadar     | Iž, Rava                                 | 435        | Zadar (Gaženica) - Bršanj - Rava - Mala Rava                       |
| Šibenik   | Zlarin, Kaprije, Žirje                   | 532        | Šibenik - Zlarin - Kaprije - Žirje                                 |
| Split     | Vis                                      | 602        | Split - Vis                                                        |
| Split     | Korčula, Lastovo                         | 604        | Split - Vela Luka - Ubli                                           |
| Split     | Mali in Veli Drvenik                     | 606        | Trogir - Drvenik Mali - Drvenik Veli                               |
| Split     | Brač                                     | 631        | Split - Supetar                                                    |
| Split     | Hvar                                     | 632        | Drvenik - Sućuraj                                                  |
| Split     | Pelješac (polotok)                       | 633        | Ploče - Trpanj                                                     |
| Split     | Korčula                                  | 634        | Orebić - Dominče                                                   |
| Split     | Hvar                                     | 635        | Split - Stari grad                                                 |
| Split     | Šolta                                    | 636        | Split - Rogač                                                      |
| Split     | Brač                                     | 638        | Makarska - Sumartin                                                |
| Dubrovnik | Lopud, Šipan                             | 831        | Dubrovnik - Lopud - Sugjuraj                                       |
| Dubrovnik | Mljet                                    | 832        | Prapratno - Sobra                                                  |

### Mednarodne trajektne linije
Trajekti na mednarodnih linijah povezujejo hrvaško in črnogorsko obalo z italijansko preko Jadranskega morja.
| država  | št. linije | relacija                   |
| ------- | ---------- | -------------------------- |
| Italija | 51         | Zadar - Ancona             |
| Italija | 53         | Split - Starigrad - Ancona |
| Italija | 54         | Dubrovnik - Bari           |
| Italija | 55         | Bar - Bari                 |

### Hitre katamaranske linije
Katamarani povezujejo celinska naselja z mesti na otokih in tudi otočna naselja med seboj. 
| okrožje   | št. linije | relacija                                                         |
| --------- | ---------- | ---------------------------------------------------------------- |
| Reka      | 9308       | Reka → Cres → Martinščica → Unije → Susak → Ilovik → Mali Lošinj |
| Reka      | 9309       | Reka → Rab → Novalja                                             |
| Zadar     | 9403       | Zadar → Molat → Brgulje → Zapuntel → Ist                         |
| Zadar     | 9404       | Zadar → Rivanj → Sestrunj → Zverinac → Božava → Brbinj           |
| Zadar     | 9405       | Zadar → Mali Iž → Veli Iž → Mala Rava → Rava                     |
| Split     | 9602       | Split → Milna → Hvar → Vis                                       |
| Split     | 9603       | Split → Bol → Jelsa                                              |
| Split     | 9604       | Split → Hvar → Vela Luka → Ubli                                  |
| Split     | 9604S      | Split → Hvar                                                     |
| Dubrovnik | 9811S      | Dubrovnik → Korčula → Hvar → Bol → Split                         |

### Ladijske linije
Ladje povezujejo celinska naselja z mesti na otokih in tudi otočna naselja med seboj.
| okrožje   | št. linije | relacija                                                          |
| --------- | ---------- | ----------------------------------------------------------------- |
| Reka      | 310        | Mali Lošinj → Susak → Ilovik → Unije → Srakane Vele → Mali Lošinj |
| Zadar     | 431A       | Zadar → Preko                                                     |
| Šibenik   | 505        | Šibenik → Zlarin → Prvić luka → Šepurine → Vodice                 |
| Dubrovnik | 807        | Dubrovnik → Koločep → Lopud → Sugjuraj → Luka Šipanska            |

## Zgodovina
Korenine podjetja segajo sicer že v leto 1872, ko je majhen parnik Hrvat senjskega ladjarja začel povezovati Senj z Reko. Po uradni ustanovitvi leta 1947 so ladje Jadrolinije pričele sistematično povezovati otočne kraje s kraji na celini. Sprva so bile to potopljene ladje, ki so jih po drugi svetovni vojni dvignili z morskega dna in jih obnovili.
Kasneje so se jim pridružile ladje, narejene v hrvaških ladjedelnicah. Po dograditvi Jadranske magistrale in povečanju motornega prometa je Jadrolinja v svojo floto pričela vključevati trajekte. Prvi trajekt se je imenoval Bodulka in je povezoval Crikvenico s Šilom na otoku Krku. Sprva so bila plovila večinoma lesena, nato v trajekte predelane desantne ladje Jugoslovanske vojne mornarice, sredi 70. let 20. stoletja so se jim pridružili rabljeni trajekti, kupljeni večinoma v Skandinaviji. Trajekte so sočasno pričele graditi tudi hrvaške ladjedelnice. Osemdeseta leta so v turističnih sezonah zaznamovale dolge čakalne vrste v trajektnih pristaniščih, saj je bila kapaciteta vozil večja od zmogljivosti ladjarja. V vojni na Hrvaškem je bilo precej plovil poškodovanih. Po njej so zastarelo in zdesetkano floto pričeli nadomeščati z nakupi rabljenih trajektov v Angliji in na Japonskem, odpirati pa so pričeli tudi prve katamaranske linije. V zadnjem desetletju pa pri obnovi flote sistematično sodeluje država in hrvaške ladjedelnice. Starost flote se je tako občutno zmanjšala, povečala pa se je kapaciteta mest za potnike in vozila. Veliko dotrajanih trajektov je bilo tako prodanih ali razrezanih v staro železo.

### Nekdanje trajektne linije
Trajektne linije so bile večinoma ukinjene ali spremenjene po dograditvi novih cest ali mostov ter zaradi nerentabilnosti.
| številka        | relacija                                        | razlog ukinitve                                                                                    |
| --------------- | ----------------------------------------------- | -------------------------------------------------------------------------------------------------- |
| 332             | Črišnjeva - Voz                                 | izgradnja Krškega mostu                                                                            |
| 331             | Crikvenica - Šilo                               | zaradi izgradnje Krškega mostu nerentabilnost                                                      |
| 333             | Reka - Porozina                                 | zaradi izgradnje Krškega mostu upad prometa zaradi predolge plovbe                                 |
| 334             | Rabac - Cres                                    | predolga plovba, zato preusmeritev linije v Porozino                                               |
| 334             | Rabac - Porozina                                | izgradnja novega pristanišča v Brestovi                                                            |
|                 | Pulj - Mali Lošinj                              | nerentabilnost                                                                                     |
| 337             | Senj - Lopar                                    | rentabilna je bila le povezava do Krka                                                             |
| 338             | Lopar - Krk                                     | predolga plovba, zato preusmeritev linije do Baške                                                 |
| 338             | Lopar - Baška                                   | premajhno in preplitvo pristanišče v Baški za večje trajekte, zato preusmeritev linije do Valbiske |
| 339             | Senj - Baška                                    | izgradnja Krškega mostu                                                                            |
|                 | Jablanac - Stara Novalja                        | izgradnja novih pristanišč in cest do Prizne in Žigljena, skrajšanje plovbe                        |
| 336             | Karlobag - Pag                                  | odprtje linije Prizna - Žigljen in izgradnja ceste od Novalje do Paga                              |
| 335A            | Stara Novalja - Pudarica (Rab)                  | sezonska linija                                                                                    |
| 336             | Pag - Metajna                                   | odprtje ceste od Novalje do Metajne                                                                |
|                 | Miletići - Miškovići                            | odprtje Paškega mostu                                                                              |
| 637             | Split - Vira                                    | odprtje nove ceste od Hvara do Starigrada                                                          |
| 640             | Drvenik - Trpanj                                | prenovljena cesta med Drvenikom in Pločami                                                         |
|                 | Sobra - Okuklje - Dubrovnik                     | odprto novo pristanišče Prapratno in cesta do zaliva Okuklje                                       |
|                 | Vis - Komiža                                    | zgrajena nova hitrejša cestna povezava med krajema                                                 |
|                 | Dubrovnik - (Bar) - Igoumenitsa                 | nerentabilnost                                                                                     |
| obobalna linija | Reka - Split - Stari Grad - Korčula - Dubrovnik | nerentabilnost, zgrajena dalmatinska avtocesta                                                     |
|                 | Drvenik - Dominče                               | čas vožnje trajektov je bil daljši kot vožnja po novozgrajeni avtocesti                            |
|                 | Rogač - Nečujam - Stomorska                     | nova cestna povezava med krajema                                                                   |
| 831             | Trstenik - Polače                               | zgrajeni novi pristanišči v Sobri in Prapratnem                                                    |
| 406             | Zadar - Zaglav                                  | zgrajeno novo in večje pristanišče v Brbinju                                                       |

### Seznam nekdanjih trajektov
| ime                    | ime                    |
| ---------------------- | ---------------------- |
| Liburnija              | Vis                    |
| Porozina               | Jazine                 |
| Krčanka                | Vanga                  |
| Borik                  | Novalja                |
| Istra (prej Balkanija) | Božava                 |
| Kalmar                 | Brestova               |
| Gradac                 | Komiža                 |
| Ivan Zajc              | Ston (prej Partizanka) |
| Cresanka               | Hvaranka               |
| Bračanka               | Loda                   |
| Zavižan (prej Slaven)  | Voz                    |
| Žigljen                | Ero                    |
| Badija                 | Brač                   |
| Blace                  | Kačjak                 |
| Supetar                | Klimno                 |
| Sumartin               | Lovrjenac              |
| Nehaj                  | Slavija I.             |
| Vira                   | Ilirija                |
| Bodulka                | Zvončac                |

## Povezave
- uradna spletna stran